# Carex macroura
Carex macroura là một loài thực vật có hoa trong họ Cói. Loài này được Meinsh. mô tả khoa học đầu tiên năm 1901.